# Valeria Zanin
Pour les articles homonymes, voir Zanin.
Valeria Zanin (née le 6 janvier 1984 à San Donà di Piave) est une joueuse italienne de volley-ball. Elle mesure 1,75 m et joue au poste de passeuse. 

## Clubs
| Club                 | Pays   | De        | À         |
| -------------------- | ------ | --------- | --------- |
| Ags Volley San Donà  | Italie | 1999-2000 | 2003-2004 |
| Volley 2002 Forlì    | Italie | 2004-2005 | 2004-2005 |
| Reggio Emilia        | Italie | 2005-2006 | 2005-2006 |
| Pallavolo Collecchio | Italie | 2006-2007 | 2006-2007 |
| Volley Vicenza       | Italie | 2007-2008 | 2007-2008 |
| Pallavolo Volta      | Italie | 2008-2009 | 2009-2010 |
| RDM Pomezia          | Italie | 2010-2011 | 2010-2011 |
| IHF Volley Frosinone | Italie | 2011-2012 | 2012-2013 |
| Pallavolo Ornavasso  | Italie | 2013-2014 | jan 2014  |

## Palmarès
- Coupe d'Italie A2
  - Vainqueur : 2013.